# A Klase 1964
L'edizione 1965 dell'A Klase fu la ventesima come campionato della Repubblica Socialista Sovietica Lituana; il campionato fu vinto dall'Inkaras Kaunas, giunto al suo 4º titolo.

## Formula
In questa annata il numero di squadra fu ridotto da 24 a 16: nessuna delle otto retrocesse fu rimpiazzata.
Si ritornò alla formula a girone unico: le 16 formazioni si incontrarono in gironi di andata e ritorno, per un totale di 30 incontri per squadra. Le squadre classificate agli ultimi tre posti retrocedevano. Si tornò inoltre a disputare la stagione seguendo l'anno solare.

## Classifica finale
|                        | Pos. | Squadra                 | Pt | G  | V  | N | P  | GF | GS | DR  |
| ---------------------- | ---- | ----------------------- | -- | -- | -- | - | -- | -- | -- | --- |
| RSS Lituana (bandiera) | 1.   | Inkaras Kaunas          | 50 | 30 | 24 | 2 | 4  | 72 | 18 | +54 |
|                        | 2.   | Statyba Panevėžys       | 40 | 30 | 16 | 8 | 6  | 61 | 32 | +29 |
|                        | 3.   | Minija Kretinga         | 38 | 30 | 15 | 8 | 7  | 59 | 40 | +19 |
|                        | 4.   | Lima Kaunas             | 38 | 30 | 15 | 8 | 7  | 50 | 38 | +12 |
|                        | 5.   | Elfa Vilnius            | 36 | 30 | 16 | 4 | 10 | 49 | 38 | +11 |
|                        | 6.   | Elnias Šiauliai         | 36 | 30 | 15 | 6 | 9  | 47 | 41 | +6  |
|                        | 7.   | Atletas Kaunas          | 32 | 30 | 12 | 8 | 10 | 33 | 39 | -6  |
|                        | 8.   | Statybininkas Šiauliai  | 30 | 30 | 11 | 8 | 11 | 43 | 36 | +7  |
|                        | 9.   | Elektra Mažeikiai       | 30 | 30 | 13 | 4 | 13 | 42 | 39 | +3  |
|                        | 10.  | Linų Audiniai Plungė    | 27 | 30 | 10 | 7 | 13 | 44 | 57 | -13 |
|                        | 11.  | Politechnika Kaunas     | 26 | 30 | 9  | 8 | 13 | 39 | 51 | -12 |
|                        | 12.  | Audiniai Kaunas         | 25 | 30 | 10 | 5 | 15 | 35 | 44 | -9  |
|                        | 13.  | Tauras                  | 22 | 30 | 8  | 6 | 16 | 39 | 55 | -16 |
|                        | 14.  | Metalas Vilkaviškis     | 19 | 30 | 6  | 7 | 17 | 25 | 40 | -15 |
|                        | 15.  | Žalgiris Naujoji Vilnia | 19 | 30 | 6  | 7 | 17 | 20 | 48 | -28 |
|                        | 16.  | Granitas Klaipėda 2     | 12 | 30 | 4  | 4 | 22 | 19 | 61 | -42 |